# Momoko Tanaka
Momoko Tanaka (japanisch 田中 桃子; * 17. März 2000 in Komagane, Präfektur Nagano) ist eine japanische Fußballtorhüterin.

## Karriere

### Vereine
Nachdem sie in ihrer Jugend bei den Ogino Soccer Boys, dem FC Atsugi Girls und NTV Menina spielte, kam sie im Januar 2018 von denen in die erste Mannschaft. Nachdem sie dann von Januar 2019 bis Dezember 2020 an Yamato Sylphid verliehen war, ist sie seitdem bis heute durchgehend wieder Teil der Tokyo Verdy Beleza.

### Nationalmannschaft
Mit der U17 nahm sie an der Weltmeisterschaft 2016 teil und kam mit dem Team hier ins Finale, wo man sich Nordkorea aber nach Elfmeterschießen mit 4:5 geschlagen geben musste. Sie selbst fungierte bei diesem Turnier als Stammtorhüterin.
Ihr Debüt in der A-Nationalmannschaft hatte sie dann am 29. November 2021 bei einem 0:0-Freundschaftsspiel gegen die Niederlande, wo sie in der Startelf stand. Nach der 39. Minute musste sie aber verletzt raus und wurde von Mana Iwabuchi ersetzt. Am Anfang des Folgejahres war sie dann Teil der Mannschaft bei der Asienmeisterschaft 2022 und kam hier bei dem Gruppenspiel gegen Vietnam zu ihrem ersten Einsatz bei einem Turnier. Dies verlieb aber auch der einzige Einsatz bei dieser Ausgabe für sie. Im Sommer kam sie dann auch noch bei der Ostasienmeisterschaft 2022 im ersten Spiel gegen Südkorea zu einem Einsatz.
Am 13. Juni 2023 wurde sie für den finalen Kader bei der Weltmeisterschaft 2023 nominiert.  Bei der WM, die für die Japanerinnen mit einer Viertelfinalniederlage gegen Schweden endete, kam sie nicht zum Einsatz.